# Heidelberg (Misisipi)
Heidelberg es un pueblo del Condado de Jasper, Misisipi, Estados Unidos. Según el censo de 2000 tenía una población de 840 habitantes.

## Demografía
Según el censo de 2000, había 840 personas, 320 hogares y 224 familias residiendo en la localidad. La densidad de población era de 63,5 hab./km². Había 359 viviendas con una densidad media de 27,1 viviendas/km². El 26,31% de los habitantes eran blancos, el 73,33% afroamericanos y el 0,36% pertenecía a dos o más razas. También el 0,36% de la población eran hispanos o latinos de cualquier raza.
Según el censo, de los 320 hogares en el 29,4% había menores de 18 años, el 40,6% pertenecía a parejas casadas, el 25,6% tenía a una mujer como cabeza de familia, y el 29,7% no eran familias. El 27,5% de los hogares estaba compuesto por un único individuo, y el 14,4% pertenecía a alguien mayor de 65 años viviendo solo. El tamaño promedio de los hogares era de 2,63 personas y el de las familias de 3,19.
La población estaba distribuida en un 26,5% de habitantes menores de 18 años, un 9,5% entre 18 y 24 años, un 22,5% de 25 a 44, un 22,5% de 45 a 64, y un 18,9% de 65 años o mayores. La media de edad era 38 años. Por cada 100 mujeres había 81,4 hombres. Por cada 100 mujeres de 18 años o más, había 75,8 hombres.
Los ingresos medios por hogar en la localidad eran de 21.063 dólares ($), y los ingresos medios por familia eran 27.768 $. Los hombres tenían unos ingresos medios de 25.982 $ frente a los 16.667 $ para las mujeres. La renta per cápita para la ciudad era de 13.555 $. El 25,0% de la población y el 23,0% de las familias estaban por debajo del umbral de pobreza. El 29,9% de los menores de 18 años y el 25,5% de los habitantes de 65 años o más vivían por debajo del umbral de pobreza.

## Geografía
Según la Oficina del Censo de los Estados Unidos, Heidelberg tiene un área total de 13,3 km² de los cuales 13,2 km² corresponden a tierra firme y 0,1 km² a agua. El porcentaje total de superficie con agua es 0,39%.